# Sandy Clark
Alexander Sandy Clark (ur. 28 października 1956 w Airdie) – szkocki piłkarz występujący na pozycji napastnika i trener piłkarski. Ojciec innego piłkarza, Nicky’ego Clarka.

## Kariera piłkarska
Profesjonalną karierę piłkarską zaczął w roku 1974, w klubie Airdrieonians F.C. W barwach tego klubu grał przez 8 lat, do 1982. Wystąpił w 234 meczach, strzelił 92 gole.
Następnie przez jeden sezon grał w West Ham United F.C., gdzie wystąpił w 26 spotkaniach i strzelił 7 bramek.
Później przeniósł się z powrotem do Szkocji, do Rangers F.C. W barwach klubu z Glasgow rozegrał 62 mecze i strzelił 21 goli.
W późniejszych latach grał w Hearts (1984-1989, spotkań 136, goli 35), Partick Thistle F.C. (1989-1990, meczów 3), Dunfermline Athletic (1990-1991, spotkań 4).